# Babb Creek (Pine Creek)
Babb Creek ist ein 35 km langer Zufluss des Pine Creek in Pennsylvania in den Vereinigten Staaten. Er verläuft vollständig im Tioga County.
Der Babb Creek empfängt den Stony Fork Creek direkt oberhalb von Blackwell, 5,5 km oberhalb der Mündung in den Pine Creek.

## Belege
1. ↑  ermittelt mit Google Earth anhand der Quellkoordinaten aus dem GNIS-Eintrag
2. 1 2  Babb Creek. In: Geographic Names Information System. United States Geological Survey, United States Department of the Interior, abgerufen am 10. November 2015 (englisch).
3. 1 2  The National Map Viewer: National Hydrography Dataset. United States Geological Survey, abgerufen am 10. November 2015 (englisch).
4. 1 2  Edward Gertler: Keystone Canoeing. 4. Auflage. Seneca Press, Silver Spring, Md. 2004, ISBN 0-9749692-0-6.